# La Danse au Moulin-Rouge (Philadelphie)
Pour les articles homonymes, voir La Danse au Moulin-Rouge.
 (août 2014).
Si vous disposez d'ouvrages ou d'articles de référence ou si vous connaissez des sites web de qualité traitant du thème abordé ici, merci de compléter l'article en donnant les références utiles à sa vérifiabilité et en les liant à la section « Notes et références ».
La Danse au Moulin-Rouge, également appelé Au Moulin-Rouge : La Danse ou Dressage des nouvelles par Valentin-le-Désossé, est un tableau peint en 1890 par Henri de Toulouse-Lautrec. Il mesure 115 × 150 cm. Il est conservé au Philadelphia Museum of Art à Philadelphie. 
Le tableau représente une scène de danse au Moulin-Rouge, avec, en arrière-plan à gauche, une de ses vedettes, Jules Renaudin dit Valentin le Désossé (1843-1907), en train de former une danseuse au chahut-cancan.